# Кладнишка крепост

Кладнишка крепост е името на средновековна българска крепост, разположена на югозападните склонове на планина Витоша, близо до село Кладница, Пернишко. Чрез археологически разкопки и проучвания е установено, че Кладнишката крепост е построена в периода 5 – 6 век.
Мястото, което крепостта заема е изключително стратегическо. Тя се намира на билото на нисък хълм, който обаче от три страни е обграден от много стръмни склонове. Освен това от крепостта съществува визуален контакт с околните крепости.
Кладнишката крепост е една от големите български крепости. Общата площ на територията, оградена от крепостните стени е около 10 декара. Останките от стените имат средна височина от около 0,70 метра.
Крепостта е принадлежала към система от планински крепости, защитавали подстъпите на град Сердика. Според византийските хронисти при превземането на Сердика от хан Крум и приобщаването ѝ към българската държава българите унищожават всички околни крепости. Тогава вероятно е първото разрушение на крепостта.
По издялана на камък карта на крепостта ясно се вижда, че тя е имала двойни яки зидове от ломен камък и хоросан и входът ѝ е от югоизток. Намирани са остриета от стрели, върхове на копия, остриета от ножове, фини жълтеникави стъкла, монети, керамични теглилки, съдове – цели и счупени, рисувани с геометрични и растителни мотиви, а също керамични сита. Крепостта е имала две нива на застрояване. Според останките по-високата част е имала административни функции – тук именно се е намирала и трикорабната базилика, чиито основи се разкриват при дълбочина над 1,5 м в по-ниската част е пребивавала войската, а също и оръжейните работилници.
На няколкостотин метра от останките на крепостта се намира Кладнишкият манастир, който е възстановен през 1848 г. след специално позволение от Султана. В самата крепост освен ранно християнската базилика е имало и параклис на Св. ПЕТКА, който се е намирал в североизточната част на крепостта-основите още стоят. В крепостта е имало подземие което е имало изход на отсрещния баир и е служело при обсада за контра-атака на обсадените.
Текущо състояние:
Крепостта не е проучвана и подържана. Правени са любителски проучвания само на малки участъци. По-голямата част от крепостта е изчезнала или унищожена от тревисти и дървесни видове.